# 高北人
高北人(Ghorbati)是分布於南亞、西亞至歐洲東南巴爾幹地區的流浪民族, 因為他們生活有遊走的特性, 同族婚姻, 以及社會地位較低, 常被視為羅姆人。 高北人的稱呼在阿拉伯語與波斯語中有許多種, 大多可能是形容放逐的人, 或是陌生的人, 包括: Gorbat, Ghorbat, Ghorbati, Ghurbat, Ghurbati, Gurbati, Gurbet, Khulwati, Kurbat, Qorbat, Qorbati, Qulwati, Qurbati, 和Yurvat. 
在阿富汗境內的高北人被稱為Jat,有貶抑之意.  土耳其語Gurbet意為"移民者". 巴爾幹地區的塞爾維亞語Gurbet意為"流浪的吉普賽人", 當地稱呼Gurbet或Kurbet也都是指"臨時的移民勞工".
Ghorbati稱呼來自於阿拉伯語Gharib,意指陌生的人, 或是來自於Kurbat城的人.  

## 民族分布、人口與語言

### 民族分布

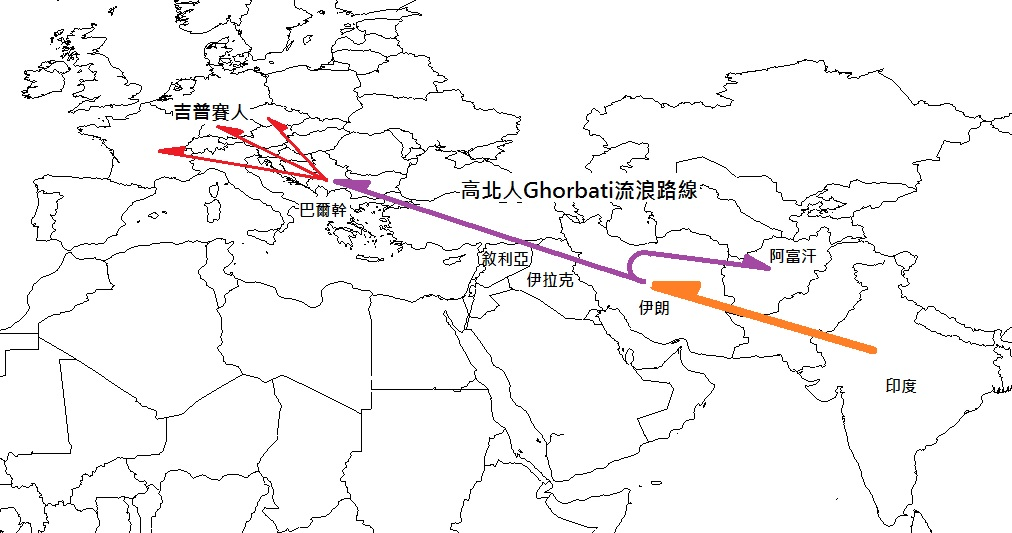
高北人Ghorbati流浪路線圖

高北人最早始源於印度北部的低種姓流浪民族, 被當時強大的波斯帝國所逼迫遷移至現今的伊朗地區, 為波斯國貴族提供音樂娛樂和工匠勞動服務.  後來因阿拉伯帝國興起迫害少數民族, 以及地區戰爭與宗教的衝突, 部分高北人向西逃難遷移進入巴爾幹地區與歐洲東南, 另外部分高北人則向西回流進入現在的阿富汗.
目前高北人已經分布很廣, 主要在阿富汗, 伊朗, 伊拉克, 與敘利亞等中東地區, 也有遠及現在的歐洲東南與巴爾幹地區. 在敘利亞北部的吉普賽人也被稱為高北人.  

### 人口

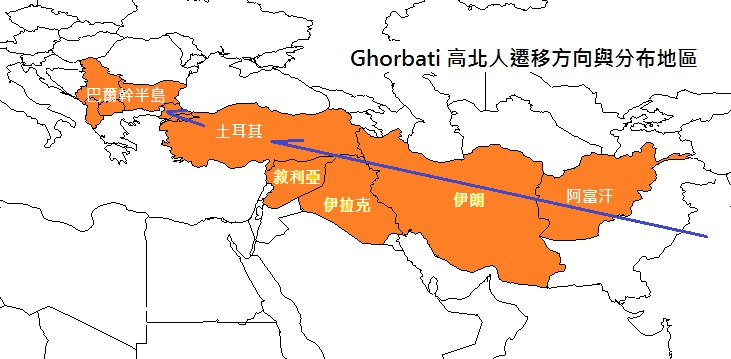
Ghorbati高北人遷移方向與分布地區

高北人是流浪民族, 自古由於戰爭與政治因素而遷移游走的區域非常廣, 人口總數不易精確統計.
在1970年代, 阿富汗境內的高北人分屬6個不同族群,是領有阿富汗身分證國民, 約有一千戶核心家庭, 其中約有六百戶是過著游走或半游走的生活, 平均每個家庭約有5人, 估計共約9千至1萬2千人, 這是比較可信的統計數字.  但在1979年蘇聯入侵阿富汗之後, 全國戰事連連, 就沒有新的人口統計數字. 
另外, 在伊拉克境內估計約有9萬4千高北人, 在伊朗境內估計有13萬高北人  在巴爾幹地區的高北人分散在數個國家, 有些逐漸融入當地社會, 有些則隱藏自己高北人原來身分, 並沒有人數統計資料.  一個宗教傳教團體估計全球高北人約有2百七十六萬人. 

### 語言

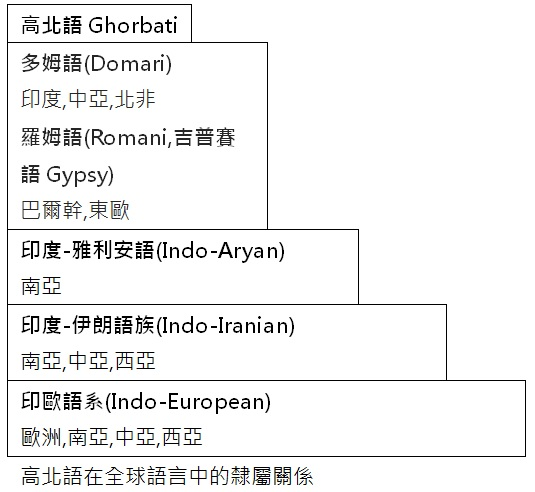
高北語在全球語言中

高北人都會說自己的母語-高北語(稱為Ghorbati, Qazulagi, 或Kazulagi等), 此語在敘利亞和伊朗西部稱為Kurbati或Ghorbati, 在阿富汗北部可能與被稱為Magati或Magadi的少數吉普賽民族語言有關

高北語在巴爾幹地區的國家如科索沃,賽爾維亞,波士尼亞等稱為Gurbeti. 高北語在印度,中亞,北非一帶是多姆語((Domari)的一種方言中, 而在巴爾幹地區與東歐則是羅姆語(Romani),或稱為吉普賽語Gypsy的一種方言, 兩者有很高的關聯性, 都是印度-雅利安語支(Indo-Aryan)中的流浪民族的語言, 是印度-伊朗语族的分支(Indo-Iranian), 屬於印歐語系(Indo-European).

高北語的基本結構也與波斯語有些共同之處, 其字彙與語法也包含了許多波斯語. 高北語有一些單字源自於印度, 伊朗, 阿拉伯, 與土耳其等地, 但是約有百分之六十的高北語單字的來源還不明確. 高北人所說的高北語在中亞及南亞地區屬於多姆語的分支, 而在巴爾幹地區與東南歐洲則屬於羅姆語的分支, 多姆語以及羅姆語的發音在數字1至100中, 均和波斯語(Persian)以及印地語(Hindi)都很接近.

高北人在阿富汗境內還會說兩種當地官方常用的波斯語Persian與普什圖語Pashto.

## 地理環境
高北人流浪遷居的區域以中亞北部的高原為主, 從阿富汗到伊朗北部, 敘利亞北部, 沿伸至巴爾幹山區地形.

### 伊朗高原
伊朗高原除了在山谷地區有比較充足的水源和綠洲, 其他大部分是貧瘠的土地, 氣候乾燥. 阿富汗地理上是大陸型氣候, 夏季炎熱, 冬季寒冷, 乾燥多山, 常有小規模地震. 敘利亞東北部是內陸高原. 高北人在此區域內普遍的生活地理環境不是很好.

## 歷史沿革

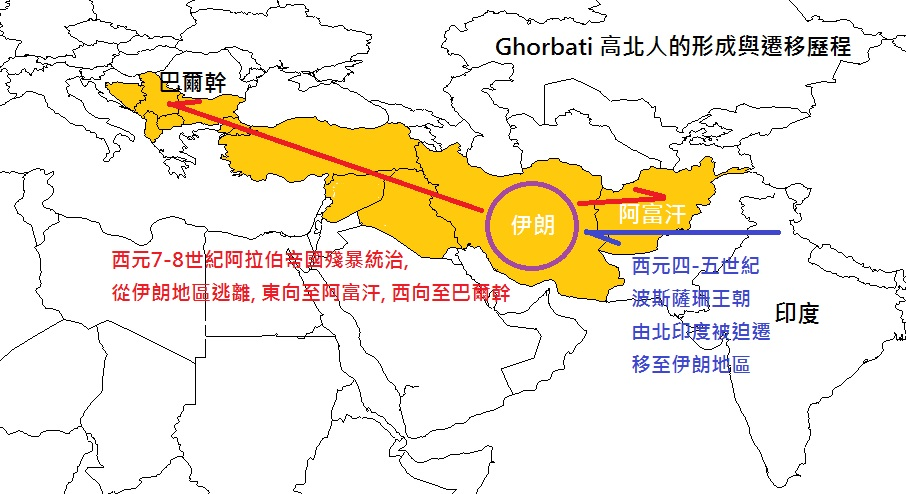
Ghorbati 高北人的形成與遷移歷史

高北人據信是始源於印度北部的低階層人民, 與其他羅姆人(或俗稱吉普賽人)的來源相同, 祖先是善於從事金匠和銀匠等工藝生活與歌舞表演.

### 波斯帝國薩珊王朝時期

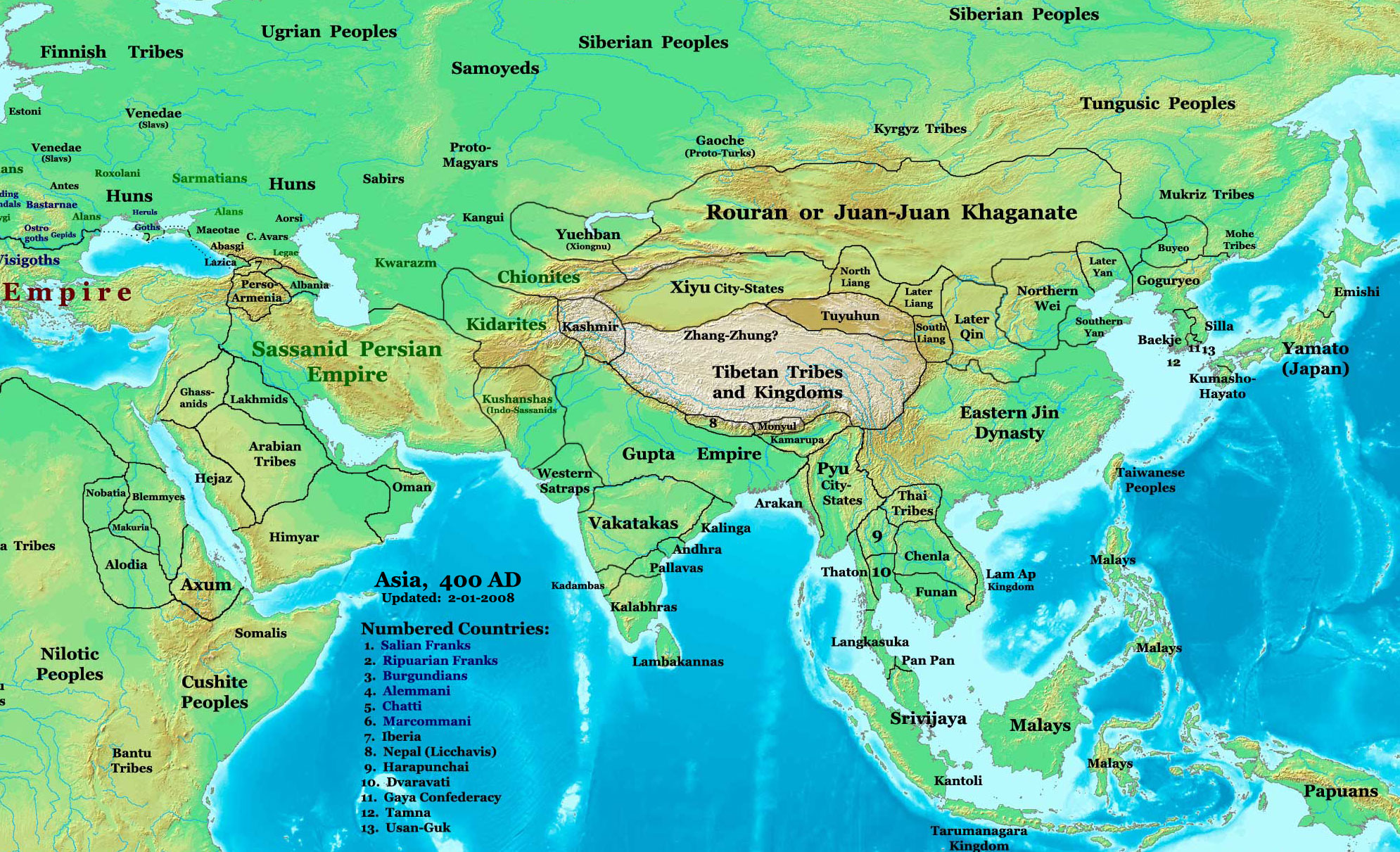
西元400年波斯帝國薩珊王朝時的亞洲. 高北人的祖先在印度北部.

在西元4至5世紀的強大波斯帝國薩珊王朝期間, 印度北部的低階層人民被迫向西遷移至現今的伊朗地區, 為波斯帝國提供勞役與工藝服務, 便逐漸形成的一支獨特的流浪民族高北人, 並發展出自己的語言高北語.

### 阿拉伯帝國時期

西元750年阿拉伯帝國領土擴張, 高北人受殘暴統治而大量逃難離開伊朗.

當阿拉伯帝國在西元7至8世紀興起時, 擊敗了波斯帝國的薩珊王朝, 並殘暴地統治伊朗地區, 高北人即大量逃難離開伊朗. 由於西元750年時的阿拉伯帝國版圖並未及現在的阿富汗, 高北人因此有一大部份向東逃難進入現在的阿富汗境內, 另一部份則繼續向西遷移進入敘利亞北部, 甚至擴散更遠及巴爾幹地區.

### 阿富汗1970年代時期
1970年代時, 在阿富汗境內的高北人是阿富汗的國民, 領有身份證, 並接受兵役徵召. 

### 東南歐巴爾幹地區
自鄂圖曼帝國以來的兩百多年間, 巴爾幹地區的高北人過著季節性或臨時性的"移動勞工"生活, 主要移民國家第區包括阿爾巴尼亞, 保加利亞, 北馬其頓, 希臘, 土耳其等.

## 社會、家庭與婚姻

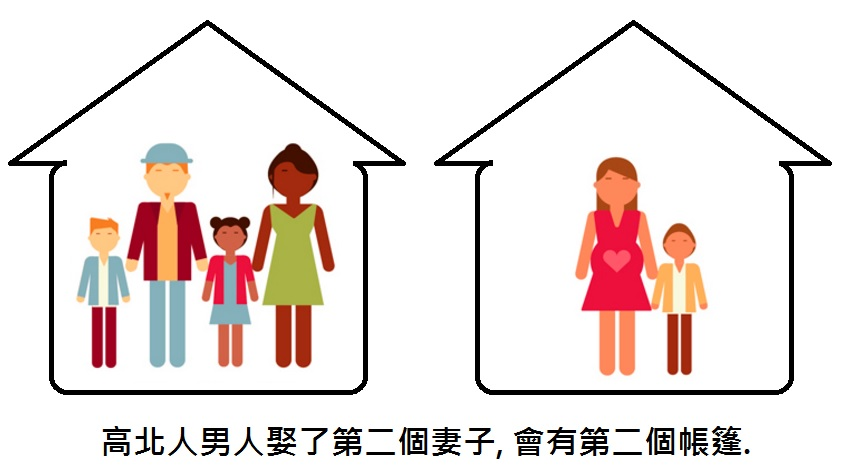
高北人男人娶第二位妻子會有第二個帳篷

高北人最小的生產和消費單位是核心家庭, 通常由一對夫妻與兩位未婚的子女所組成. 一頂帳篷通常代表一個家庭, 因為一個高北男人在結婚後才會擁有帳篷. 如果一個高北男人娶了第二個妻子, 則會有第二個帳篷.
在阿富汗境內的高北人並沒有階級性的政治組織, 也沒有永久性地位的領導人, 族群可說是為平等主義者. 

在阿富汗的高北人被稱為Jat, 暗指不誠實和喜歡爭吵的人, 常被視為社會中的弱勢族群. 因此, 高北人會嘗試隱藏自己的出生身分. 由於貧窮和被人輕視, 高北人在大部分的村落中都很難定居下來. 唯有在阿富汗首都喀布爾, 高北人找到了足夠的安全感而定居在都市中, 從事開店或受雇於人.
在巴爾幹地區的高北人比較能融入當地社會. 男人常常需要離家到外地工作一段時間, 例如季節性的牧羊, 農耕, 或勞動幫工等, 形成遊走在巴爾幹區域國家之間的勞工移民.

## 產業與生活
高北人在發源的伊朗地區沿續印度北方流浪民族的生活方式, 在冬天會住進村落裡, 在春夏則會與和數十戶其他游牧家庭群居一起, 搭住在白色帳篷. 高北人的游牧生活並沒有從事農耕和畜養牛馬羊等動物, 而是以製造和修理鐵蹄, 織布機, 羊毛剪, 鍋盆等生活器具為生. 高北人婦女會在不同帳篷區之間販售器具和衣服.
在阿富汗的高北人主要是製作和販售鐵篩子, 音鼓, 笛子, 和鳥竹籠. 婦女則會沿街販售衣服和飾品, 但有時會在穆斯林社會中招來敵意. 
在伊拉克巴格達市區的高北人有從事駕駛工作, 和鐵匠工作, 以及幫駱駝與馬製作安裝鐵蹄. 但在1990年波斯灣戰爭爆發後, 高北人就逃離巴格達了. 
自鄂圖曼帝國以來居住在巴爾幹地區的高北人多是從事牧羊或是農耕或是勞動的臨時性或季節性工作, 隨著工作機會而遷移居所或"移民"到其他鄰近國家.

## 信仰與習俗

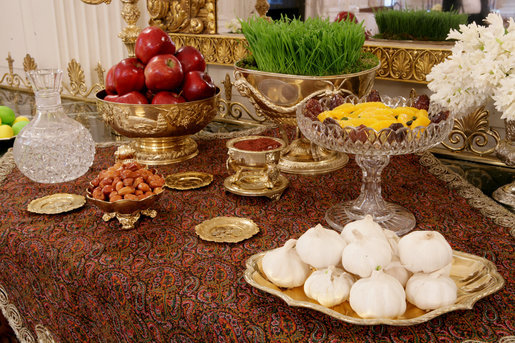
美國白宮2008年慶祝伊朗新年納吾肉孜節(Nawroz)

在阿富汗的高北人主要信仰的是伊斯蘭教的什葉派. 但是在南方第二大城坎達哈(Kandhar), 與北方第四大城馬扎里沙里(Mazar-Sharif)的高北人則是遜尼派. 巴爾幹地區的高北人可能於當地的其他羅姆人一樣, 都有信仰伊斯蘭教.
高北人除了慶祝伊斯蘭教節日外, 也慶祝伊朗新年納吾肉孜節(Nawroz), 即春分之日, 3月21日.

## 藝術與文學
高北人的祖先源於北印度流浪民族, 傳統上擅長歌舞音樂表演, 吹笛打鼓, 以及製作金銀鐵生活器具.

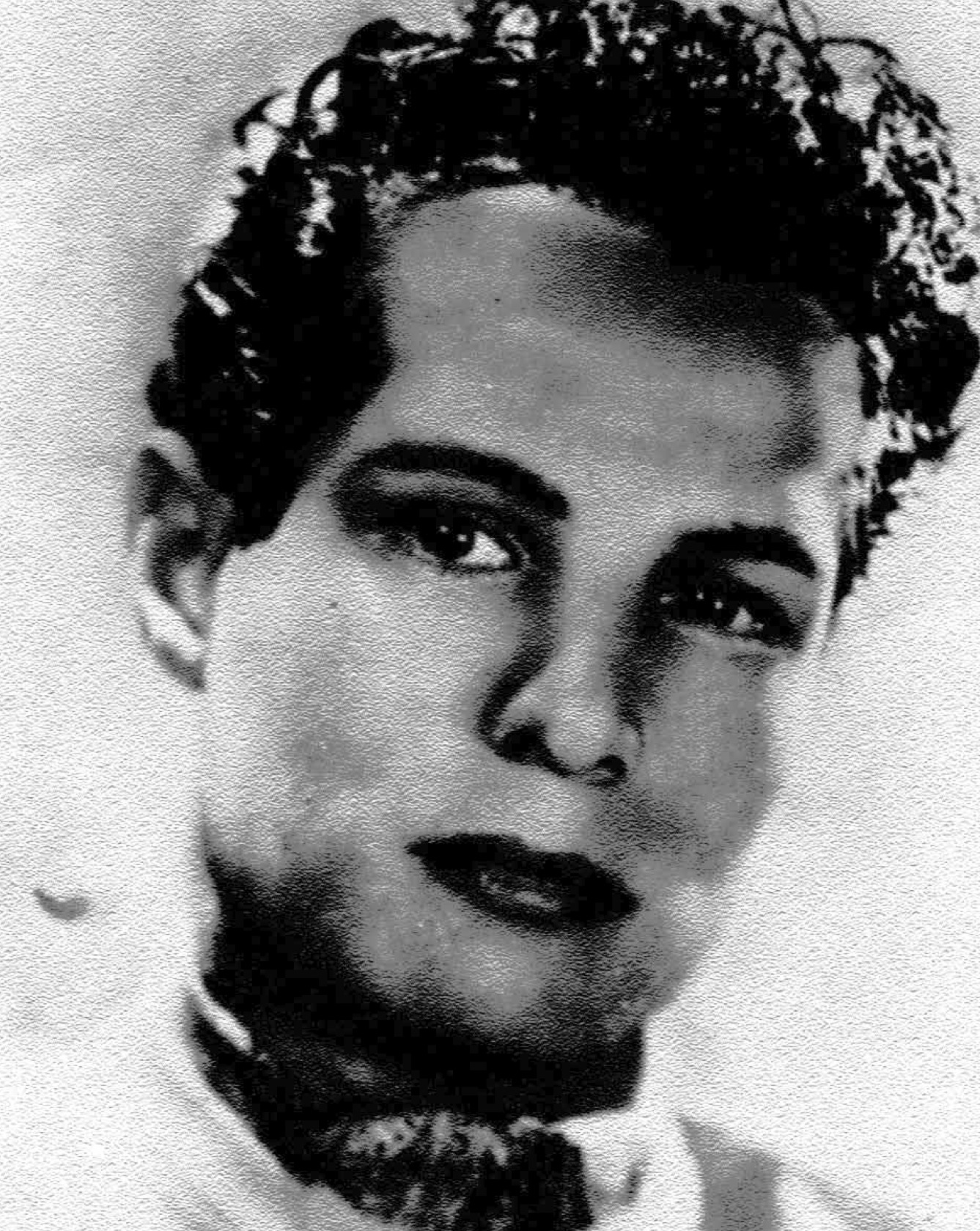
Ghorbati高北人之歌主唱者Salim Halali

阿爾及利亞裔的法國歌手Salim Halali演唱一首名為Ghorbati(高北人)的歌, 描述流浪人在外地的孤獨．
另一位阿爾及利亞裔歌手Line Monty演唱一首名為Ya Ghorbati(高北人)的歌.

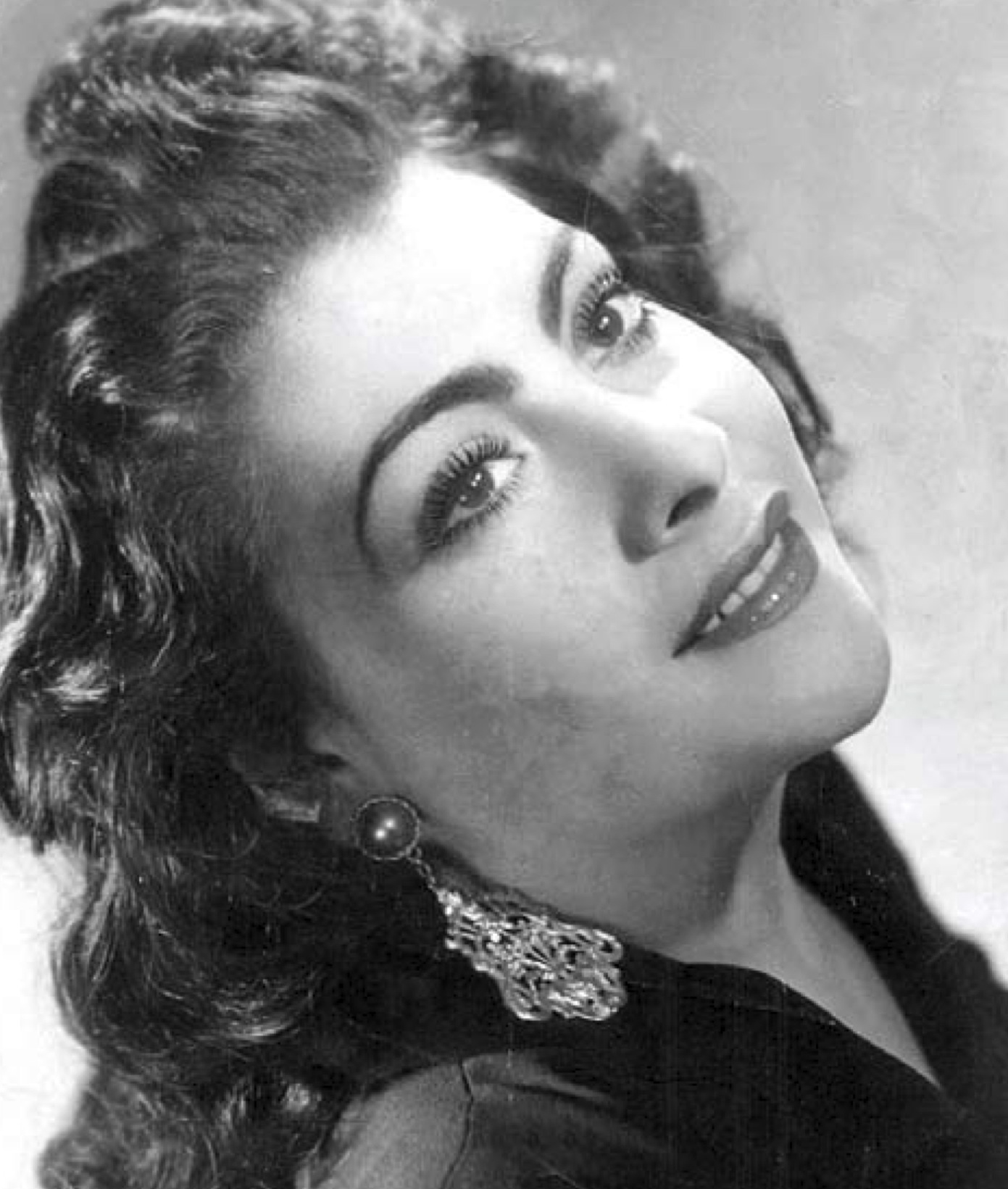
Ya Ghorbati高北人之歌主唱者Line Monty

## 現況
阿富汗境內的高北人自1970年代中期蘇聯入侵阿富汗後, 因長期戰爭與政局混亂, 恐又有大量遷移他處. 阿富汗久未進行人口普查統計, 目前狀況不明. 敘利亞與伊拉克境內的高北人也面臨相同的戰亂命運.
在巴爾幹地區的高北人在19世紀隨著奴隸解放後, 能自由遷移至更廣的地區國家, 包括現今的科索沃, 賽爾維亞, 馬其頓, 奧地利等.

### 著名人士
Ilija Jovanović是知名的奧地利高北人(Gurbet),從事和人類學有關的寫作.
Ali Krasnići是國際知名的詩人作家, 出生於現今的科索沃附近. 
Rajko Djurić是國際知名的詩人作家, 出生於塞爾維亞.